# Battaglia di Butera
La battaglia di Butera vide confrontarsi tra la fine dell'845 e l'inizio dell'846 le truppe musulmane comandate da Abu l-Aghlab al-'Abbas ibn al-Fadl ibn Ya'qub e un battaglione di più di diecimila soldati bizantini.

## Il contesto storico
Nell'827 cominciò da Mazara la conquista musulmana della Sicilia bizantina. Fallito l'assedio di Siracusa, e decimati da una epidemia che colpì le loro truppe, i musulmani dovettero ripiegare nella parte occidentale della Sicilia. Nell'831 conquistarono Palermo, che divenne il loro quartier generale, e gran parte dei territori occidentali dell'isola. Negli anni '40, i musulmani ebbero più occasioni di confrontarsi con i bizantini, ma gran parte della parte orientale dell'isola resisteva alla pressione militare musulmana.
Nel'842, con la morte dell'imperatore Teofilo, il popolo siciliano aveva accolto con sollievo la fine dell'iconoclastia e la conseguente restaurazione del culto delle immagini, voluta e incoraggiata anche dalla reggente Teodora. In questo contesto, e con una popolazione locale favorevole al governo bizantino, l'impero colse l'occasione per tentare di sferrare un colpo decisivo contro l'avanzata militare dei musulmani in Sicilia orientale. Nell'842, i musulmani avevano conquistato Messina. Verso l'845 fu quindi mandato nell'isola un contingente composto da circa diecimila soldati provenienti dal tema di Kharsiano, dal nome di una città dell'Asia minore, a cui si aggregarono soldatesche locali.

## La battaglia
Secondo fonti arabe e bizantine, la battaglia ebbe luogo in un territorio che è stato identificato come essere la pianura a valle della rocca di Butera, e le fonti si accordano a dire che ci furono da 9000 a 10000 morti da parte bizantina. La città di Butera, arroccata e ben difesa resistette ancora qualche anno (cadde nell'853), ma l'esito della battaglia aprì nuovi territori ai musulmani, che in breve tempo conquistarono Modica (845), Lentini (847) e Ragusa (848).

## Negli anni seguenti
Venuto a morte Ibrahim, che fu in quegli anni governatore aglabita di Sicilia, il governo della Sicilia passò nelle mani del comandante militare della battaglia di Butera, Abu l-Aghlab al-'Abbas ibn al-Fadl ibn Ya'qub. Tuttavia, città importanti della Sicilia orientale, e prima tra tutte Siracusa, dovevano resistere ancora molti anni prima di cadere sotto il dominio musulmano. Siracusa fu presa d'assedio solo nell'878, mentre Taormina solo nel 902.

## Fonti
- Amari, M., Storia dei musulmani di Sicilia, vol. I, Firenze, Le monnier, 1854  (pagine 315 e seguenti).
- Bury, J. B., A history of the Eastern Roman empire from the fall of Irene to the accession of Basil I., A.D. 802-867, London Macmillan (pagina 306).
- Kemp, A., Jihad: Islam's 1,300 Year War Against Western Civilisation, Ostara Publications (pagina 51).